# 沈德立
沈德立（1934年—2013年），男，湖南长沙人，中国心理学家、教育家，中国心理学会会士、终身成就奖获得者，曾任中国心理学会副理事长。